# Paul Zacchias
Paul Zacchias (forme italienne, Paolo Zacchia ; forme latine, Paulus Zacchias) est un médecin italien né en 1584 et mort en 1659 à Rome. Zacchias, médecin du pape Innocent X, protomedicus de l'État papal, étudie la jurisprudence en médecine ainsi que les aliments favorisant les états hypocondriaques. Il joue un rôle primordial dans l'histoire de la médecine et il est considéré comme le fondateur de la médecine légale moderne. Il a résumé ses expériences médicales et juridiques dans son œuvre principale, les Quæstiones medico-legales, fondamentale pour l'étude de la médecine officielle du XVIIe siècle et l'histoire de la médecine légale. C'est aussi un homme de lettres, un poète, un peintre habile, un connaisseur éclairé de la musique, extraordinairement doué dans les principales branches du savoir.

## Biographie
Paul Zacchias naquit à Rome en 1584, fit de brillantes études dans les écoles Pies et chez les jésuites, et embrassa avec un zèle ardent la profession de médecin, sans abandonner toutefois la musique, la peinture et la poésie, qu’il aimait beaucoup. S’étant fait une grande réputation dans la pratique médicale, il fut nommé médecin du pape Innocent X, puis proto-médecin des États pontificaux. Il s’adonna plus particulièrement à l’étude de cette partie de l’art qui est destinée à éclairer les tribunaux dans une foule de questions épineuses et délicates, et qui est connue sous le nom de jurisprudence médicale. Pour cela, Zacchias rassembla des matériaux immenses et compulsa avec soin les écrits des théologiens, dans lesquels il trouva des faits nombreux et importants qu’il recueillit ; il en forma un corps d’ouvrage où sont traitées amplement toutes les questions qui concernent la grossesse, l’avortement, les morts non naturelles, l’empoisonnement, les assassinats, le suicide ; il y comprit la folie, la démonomanie, les sortilèges, les prestiges, les maléfices et autres pratiques superstitieuses, qui dans ce temps-là étaient encore du domaine de la crédulité publique. La profonde érudition et l’exquis jugement qui distinguent l’ouvrage de Zacchias l’ont rendu classique, non seulement pour le médecin chargé de faire des rapports en justice criminelle, mais encore pour le théologien qui s’applique à l’étude des cas de conscience. On regrette seulement que certaines parties présentent une rédaction diffuse. Zacchias mourut à Rome en 1659, à l’âge de 75 ans. Ses connaissances l’avaient fait surnommer le premier des médecins, le Mercure des jurisconsultes, l’Hermès italien.

## Œuvres
- Quæstiones medico legales, in quibus omnes eæ materiæ medicæ, quæ ad legales facultates videntur pertinere, proponuntur, pertractantur, et resolvuntur. Les neuf livres de cette production parurent successivement à Rome depuis 1621 jusqu’à 1635 ; plusieurs éditions complètes furent ensuite publiées, Amsterdam, 1651, in-fol. ; Lyon, 1654, 1661, 1701, 1726, in-fol. ; Francfort, 1666, 1688 ; Nuremberg, 1726 ; Venise, 1737, in-fol.
- De quiete servanda in curandis morbis, Rome, in-4°, sans date.
- De subitis et insperatis mortis eventibus, Rome, in-4° sans date.
- la Vie de carême, en italien, Rome, 1637, in-8°.
- Des maladies hypocondriaques, en italien, Rome, 1639, 1641, 1651, in-4° ; Venise, 1665, in-4° ; traduit en latin par Alph. Khonn, Augsbourg, 1671, in-8°.

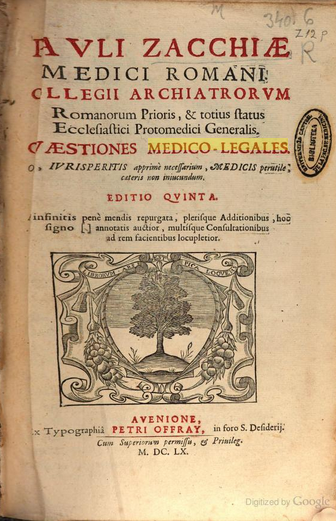
Quaestiones medico-legales, tome I, édition du 1660
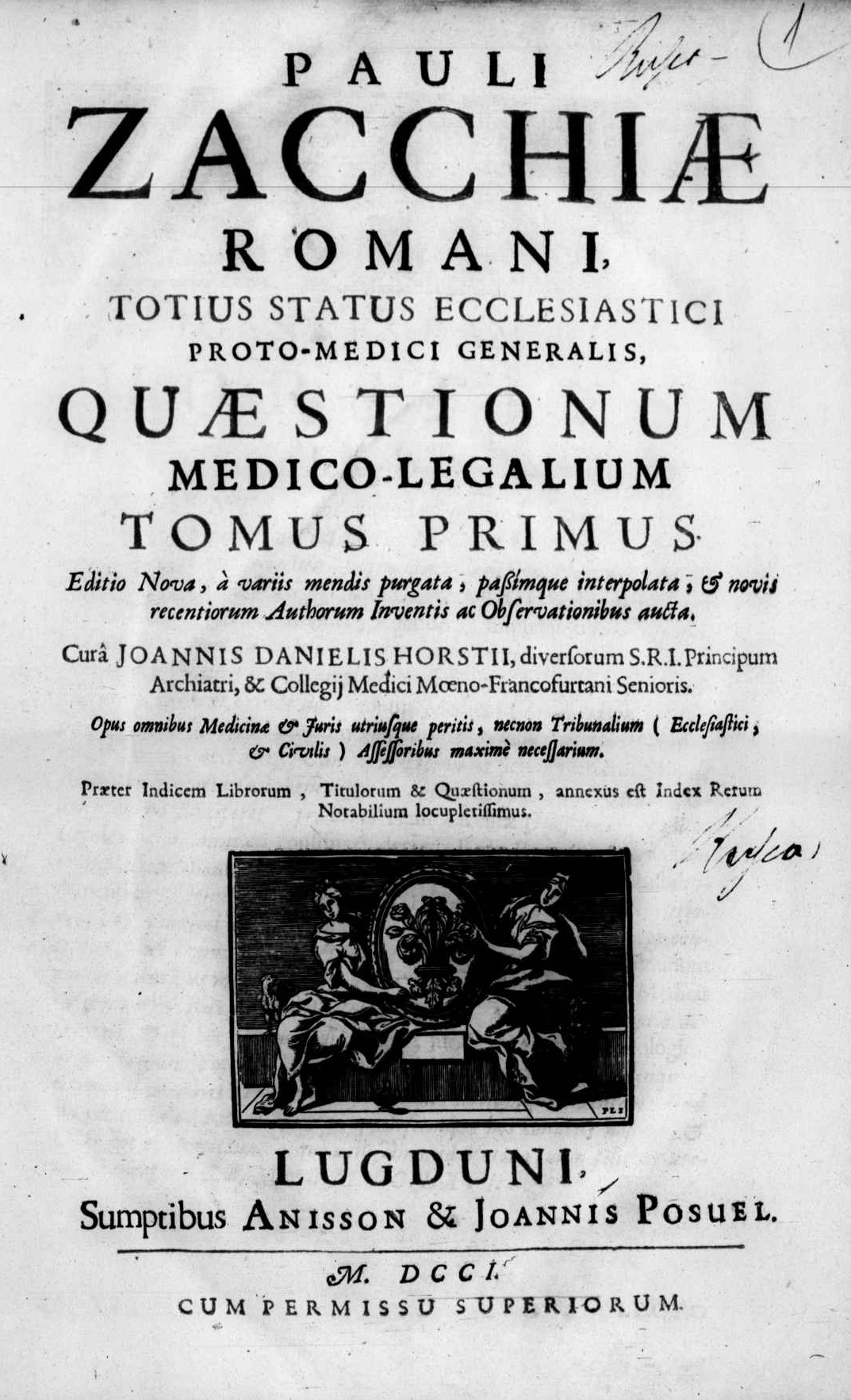
Quaestiones medico-legales, tome I, édition du 1701